# Buatan II
Buatan II is een bestuurslaag in het regentschap Siak van de provincie Riau, Indonesië. Buatan II telt 2482 inwoners (volkstelling 2010).